# Idaea flavimorsa
Idaea flavimorsa là một loài bướm đêm trong họ Geometridae.